# Lilla Horssjön, Värmland
Lilla Horssjön är en sjö i Filipstads kommun i Värmland och ingår i Göta älvs huvudavrinningsområde. Sjön är 19 meter djup, har en yta på 1,11 kvadratkilometer och är belägen 246,1 meter över havet. Sjön avvattnas av vattendraget Storforsälven (Skärjbäcken). Vid provfiske har abborre, gädda, mört och sik fångats i sjön.. Vid sjön ligger Horssjön eller Horrsjön.

## Delavrinningsområde
Lilla Horssjön ingår i det delavrinningsområde (663413-141215) som SMHI kallar för Utloppet av Lilla Horssjön. Medelhöjden är 287 meter över havet och ytan är 11,85 kvadratkilometer. Det finns inga avrinningsområden uppströms utan avrinningsområdet är högsta punkten. Storforsälven (Skärjbäcken) som avvattnar avrinningsområdet har biflödesordning 4, vilket innebär att vattnet flödar genom totalt 4 vattendrag innan det når havet efter 366 kilometer. Avrinningsområdet består mestadels av skog (78 procent). Avrinningsområdet har 1,11 kvadratkilometer vattenytor vilket ger det en sjöprocent på 9,4 procent.